# فهرست رتبه‌بندی‌های بین‌المللی
این فهرستی از رتبه‌بندی‌های بین‌المللی است.

## بر اساس طبقه‌بندی

### کشاورزی
- فهرست کشورها به وسیله زمین‌های آبیاری شده
- بزرگ‌ترین کشورهای تولیدکننده کالاهای کشاورزی
- فهرست کشورهای تولید قهوه
- فهرست کشورهای تولید آلو
- فهرست کشورهای تولید زردآلو
- فهرست کشورهای تولید شده توسط پیاز
- فهرست کشورهای تولید سیب
- فهرست کشورها در منطقه جنگل

### مصرف
- فهرست کشورهای مصرف گوشت
- فهرست کشورهای مصرف آب در سرانه
- فهرست کشورهای مصرف شیر در سرانه
- فهرست کشورهای مصرف گاز طبیعی
- فهرست کشورهای مصرف برق
- فهرست کشورهای مصرف نفت
- سالانه مصرف مواد مخدر توسط کشور
- فهرست کشورهای با شیوع استفاده از مواد مخدر
- فهرست کشورها با شیوع مصرف کوکائین

### فرهنگ
- فهرست کشورهای با تعداد جوایز اسکار برای بهترین فیلم زبان خارجی
- فهرست سایت‌های میراث جهانی کشور
- کتاب‌ها در هر کشوری در سال منتشر شده‌است

### اقتصاد
- جهانی اقتصادی: گزارش جهانی رقابت
- اقتصاد جهانی: شاخص رشد اقتصادی
- مؤسسه بین‌المللی توسعه مدیریت: سالنامه رقابت جهانی
- بنیاد میراث / وال استریت ژورنال: در حال حاضر سالانه شاخص آزادی اقتصادی
- شاخص جینی: فهرست کشورهای با درآمد برابری
- شاخص نوآوری بلومبرگ
- شاخص نوآوری جهانی
- شاخص نوآوری بین‌المللی
- شاخص آزادی اقتصادی
- سهولت انجام شاخص‌های کسب و کار
- شاخص Indigo

#### فهرست‌ها
- فهرست کشورهای پیچیدگی اقتصادی
- فهرست کشورهای نرخ بیکاری بلندمدت
- فهرست کشورها از طریق وضعیت سرمایه‌گذاری خالص بین‌المللی در سرانه
- فهرست حداقل دستمزد توسط کشور
- فهرست کشورهای با بدهی عمومی
- فهرست کشورهای ثروت در هر بزرگسال
- فهرست کشورها با رتبه‌بندی اعتباری
- فهرست کشورهای بودجه دولتی
- درآمد ناخالص ملی
  - فهرست کشورها براساس GNI (PPP) در سرانه
  - فهرست کشورها براساس GNI (اسمی، روش Atlas) در سرانه
  - فهرست کشورها بر اساس GDP
  - فهرست کشورها بر اساس ساختار بخش تولید ناخالص داخلی
  - فهرست کشورها براساس تولید ناخالص داخلی (اسمی)
  - فهرست کشورها بر اساس GDP (اسمی) در سرانه
  - فهرست کشورها بر اساس GDP (PPP) در سرانه
  - فهرست کشورها در تولید ناخالص داخلی (PPP)
  - فهرست کشورهای نرخ رشد تولید ناخالص داخلی
  - فهرست کشورهای با درآمد مالیاتی به نسبت تولید ناخالص داخلی
  - فهرست کشورهای بزرگ‌ترین تولید ناخالص داخلی

### محیط
- فهرست کشورهای خطر ریسک فاجعه طبیعی
- شاخص عملکرد تغییرات آب و هوایی (CCPI)
- شاخص عملکرد محیطی (EPI)
- شاخص پایداری زیست‌محیطی (ESI)
- شاخص آسیب‌پذیری محیطی (EVI)
- شاخص سیاره شاد (HPI)
- فهرست کشورها با رد پای اکولوژی
- شاخص جامعهٔ پایدار (SSI)
- جهانی 100 (G100)
- فهرست کشورهای برداشت شده توسط آب شیرین
- فهرست کشورهای صادر شده توسط انتشار دی‌اکسید کربن در سرانه
- فهرست کشورها توسط انتشار دی‌اکسید کربن

### صادرات
- فهرست کشورهای صادرات خالص
- فهرست کشورهای صادراتی به سرانه
- فهرست کشورهای صادر شده توسط آلومینیوم
- فهرست کشورهای صادرات گاز طبیعی
- فهرست کشورهای صادرات نفت خالص
- فهرست کشورهای صادرات نفت
- فهرست کشورهای صادر شده توسط صادرات پالایش شده
- فهرست کشورهای صادر شده توسط طلا
- فهرست کشورهای صادرات مس
- فهرست کشورهای صادر شده توسط آهن معدن
- فهرست کشورهای صادر شده توسط الماس
- فهرست کشورهای صادرات کشتی
- فهرست کشورهای صادرات برق
- فهرست کشورها با صادرات ماشین
- فهرست کشورها توسط صادرات کامیون
- فهرست کشورهای صادرات کشتی
- فهرست کشورها توسط صادرات جزء خودرو
- فهرست کشورهای صادر شده توسط قطعات هواپیما
- فهرست کشورها توسط هواپیما و صادرات فضاپیماها
- فهرست کشورهای صادرات موتور
- فهرست کشورهای صادرات توربین گاز
- فهرست کشورها توسط صادرات کامپیوتر
- فهرست کشورهای صادر شده توسط مدارهای مجتمع
- فهرست کشورها از طریق صادرات تلفنی
- فهرست کشورهای صادرات تجهیزات مخابراتی
- فهرست کشورهای صادرات دارویی
- فهرست کشورهای صادر شده توسط ذرت
- فهرست کشورهای صادرات گندم
- فهرست کشورهای صادرات قهوه
- فهرست کشورهای صادرات پنبه

### عمومی
- کشور شاخص خوب
- شاخص تنوع زبانی
- قدرت نرم ۳۰ (در ویکی‌پدیا)
- شاخص برند کشور

### جغرافیا
- فهرست تقسیمات سیاسی و جغرافیایی در کل منطقه (همه)

### سلامتی
- فهرست کشورهای با پوشش بیمه درمانی
- فهرست کشورهای با کیفیت مراقبت‌های بهداشتی
- فهرست کشورهای هزینه‌های بهداشتی تحت پوشش دولت
- فهرست کشورها با تخت بیمارستان
- فهرست کشورهای نرخ سرطان
- فهرست کشورهای خطر مرگ از بیماری‌های غیرعادی
- شاخص مصرف‌کننده بهداشت یورو (EHCI)
- شاخص گرسنگی جهانی (GHI)
- فهرست کشورها با امید به زندگی
- فهرست کشورهای نرخ مرگ و میر نوزادان
- فهرست متوسط ارتفاع انسان در سراسر جهان
- فهرست کشورها توسط شاخص توده بدن
- فهرست کشورهای با نرخ شیوع HIV / AIDS بالغ
- شیوع مصرف دخانیات
- فهرست کشورهای مصرف سیگار در سرانه
- فهرست کشورهای مصرف الکل بر سرانه
- فهرست کشورهای با نرخ خودکشی
- فهرست قدیمی‌ترین مردم کشور

### صنعت
- فهرست کشورهای تولید برق
- فهرست کشورهای تولید برق از منابع تجدیدپذیر
- فهرست کشورهای تولید اورانیوم
- فهرست کشورهای تولید پلاتین
- فهرست کشورهای تولید طلا
- فهرست کشورهای تولید نقره
- فهرست کشورهای تولید مس
- فهرست کشورهای تولید فولاد
- فهرست کشورهای تولید آلومینیوم
- فهرست کشورهای تولید لیتیم
- فهرست کشورهای تولید پالادیوم
- فهرست کشورهای تولید منگنز
- فهرست کشورهای تولید منیزیم
- فهرست کشورهای تولید قلع
- فهرست کشورها با تولید روی
- فهرست کشورهای تولید نمک
- فهرست کشورهای تولید سیلیکون
- فهرست کشورهای تولید مواد معدنی
- فهرست کشورهای تولید نفت
- فهرست کشورهای تولید گاز طبیعی
- فهرست کشورهای تولید زغال سنگ
- فهرست کشورهای تولید بوکسیت
- فهرست کشورهای تولید سیمان
- فهرست کشورهای تولیدکننده شراب

### نظامی
- فهرست حامل‌های هواپیما بر اساس کشور
- فهرست کشورها با استفاده از اسلحه گرم
- فهرست کشورها و فدراسیون‌ها با هزینه‌های نظامی
- فهرست کشورهای هزینه‌های نظامی
- فهرست کشورهای هزینه‌های نظامی در سرانه
- فهرست کشورهای شاخص قدرت نظامی
- فهرست کشورهای تعداد نیروهای نظامی و شبه نظامی
- شاخص کامپوزیتی توانمندی ملی
- قدرت جهانی

### سیاست
- دولت الکترونیکی سازمان ملل متحد
- شفافیت بین‌المللی: بارومتر فساد جهانی و شاخص برداشت فساد
- گزارشگران بدون مرز: شاخص آزادی مطبوعات در سراسر جهان
- فهرست کشورها با مشورت در مورد قانون گذاری
- شاخص تروریسم جهانی
- شاخص‌های حکومت جهانی در سراسر جهان
- شاخص‌های ضعیف کشور
- شاخص عدالت قانون جهانی عدالت

### ذخایر
- فهرست کشورها توسط ذخایر اورانیوم
- فهرست کشورهای با ذخایر اثبات شده نفت

### جامعه
- داشبورد پایداری (شامل رتبه‌بندی توسط اهداف توسعه هزاره)
- واحد اطلاعات اکونومیست : شاخص کوهنوردی ۲۰۱۳
- شاخص جهانی شدن
- گزارش جهانی فقر جنسی
- شاخص بازنشستگی جهانی
- شاخص خوشبختی لگانتوم
- فهرست کشورها و وابستگی‌ها بر اساس جمعیت
- فهرست کشورها و وابستگی‌ها بر اساس تراکم جمعیت
- فهرست کشورها از طریق تبعیض و خشونت علیه اقلیت‌ها
- فهرست کشورها با مالکیت اسلحه
- فهرست کشورهای بی خانمان
- فهرست کشورها با نرخ زندان
- فهرست کشورهای نرخ قتل عمدی
- فهرست کشورهایی که در سطح تنوع قومی و فرهنگی قرار دارند
- کودکان را نجات دهید: گزارش‌ها مادران جهان
- شاخص پیشرفت اجتماعی
- Urbanization توسط کشور
- برنامه توسعه سازمان ملل: شاخص توسعه انسانی
- پایه رایگان بنیاد: شاخص برده داری جهانی
- جهانی دادن شاخص
- گزارش شادی جهانی

### ورزش
- کریکت - مردان
- کریکت - زنان
- FIH World_Rankings - هاکی روی زمین
- رتبه‌بندی جهانی فیفا - فوتبال
- IIHF رتبه‌بندی جهانی - هاکی روی یخ
- رتبه‌بندی جهانی راگبی
- رتبه‌بندی جهانی FIDE - شطرنج
- مدال المپیک طلایی
- مدال المپیک
- مدال طلای پارالمپیک
- مدالهای پارالمپیک

### فناوری
- سازمان ملل متحد اتحادیه بین‌المللی مخابرات: شاخص توسعه فناوری اطلاعات و ارتباطات
- واحد اطلاعات اکونومیست: شاخص پهنای باند دولتی
- فهرست کشورها با سرعت اتصال به اینترنت
- فهرست کشورها با نفوذ 4G LTE
- فهرست کشورها با استفاده از بانکداری تلفن همراه
- Google: فهرست کشورها از طریق نفوذ گوشی‌های هوشمند
- فهرست کشورها توسط آزمایش‌های تحقیقاتی سلول‌های بنیادی
- OECD: فهرست کشورهای با تعداد مشترکین پهنای باند اینترنت
- شاخص رقابت فضایی (SCI)
- بنیاد جهانی وب: فهرست وب

### حمل و نقل
- فهرست کشورها با استفاده از راه‌آهن
- فهرست کشورها با اندازه شبکه شبکه حمل و نقل
- فهرست کشورهای نرخ مرگ و میر مرتبط با ترافیک
- فهرست کشورها در خودروها در سرانه
- فهرست کشورها با طول آبراه

## جستارها
- عدد شاخص
- فهرست شاخص‌های مرتبط با جهانی سازی
- فهرست شاخص‌های آزادی

## پیوندهای‌های خارجی
- CSGR پایگاه جهانی معیار سنجی
- از آنجا که هر کشور بهترین چیزی است
- فهرست شاخص‌های توسعه جهانی و رتبه‌بندی